# Adopté (film)
Pour plus de détails, voir Fiche technique et Distribution.
Adopté (Lifemark) est un film biographique chrétien américain réalisé par Kevin Peeples, sorti en 2022. Il s’agit d’une adaptation de l’histoire vraie de David Scotton racontée dans le documentaire I Lived on Parker Avenue sorti en 2018.

## Synopsis
Melissa (Marisa Hampton), dans un processus d’avortement, décide à la dernière minute de garder son bébé et de le confier à une agence d’adoption. Il est adopté par Jimmy Colton (Kirk Cameron) et Susan Colton (Rebecca Rogers Nelson) . Dix-huit ans plus tard, Melissa (Dawn Long) fait une démarche auprès de l’agence d’adoption pour contacter David (Raphael Ruggero), son fils biologique.

## Scénario
Le film est basé sur l'histoire de David Scotton, qu'il a raconté lors d'un concours oratoire pro-vie au Lycée catholique Jésuite de la Nouvelle-Orléans en 2011. L'histoire a été reprise par Louisiana Right to Life, qui a financé le film documentaire « J'ai vécu sur Parker Avenue » sortie en 2018. Après la sortie du documentaire, Scotton est allé raconter son témoignage dans des lycées catholiques de différents états. En 2019, les Kendrick Brothers avaient planifié raconter une histoire pro-vie et ont commencé à adapter ce récit.

## Fiche technique
- Réalisation : Alex Kendrick
- Scénario : Alex Kendrick, Stephen Kendrick, Kevin Peeples
- Durée : 120 minutes
- Date de sortie : 9 septembre 2022 aux États-Unis

## Distribution
- Raphael Ruggero : David Colton
- Kirk Cameron : Jimmy Colton
- Rebecca Rogers Nelson : Susan Colton
- Alex Kendrick : Shawn Cates
- Justin Sterner : Nate
- Dawn Long : Melissa Cates
- Marisa Hampton : Melissa Cates (jeune)

## Production
Le film est une adaptation par Alex Kendrick et Stephen Kendrick de l’histoire vraie de David Scotton racontée dans le documentaire I Lived on Parker Avenue sorti en 2018.

## Réception

### Critiques
Sur Rotten Tomatoes, le film a obtenu une moyenne de 83% de la presse et de 96% de l’audience.

### Box-office
Le film a récolté 5.6 millions de dollars au box-office mondial .